# П'ятий апеляційний адміністративний суд

Юрисдикція суду

П'ятий апеляційний адміністративний суд — апеляційний спеціалізований адміністративний суд, розміщений у місті Одесі. Юрисдикція суду поширюється на Миколаївську, Одеську та Херсонську області.
Суд утворений 23 червня 2018 року на виконання Указу Президента «Про ліквідацію апеляційних адміністративних судів та утворення апеляційних адміністративних судів в апеляційних округах» від 29 грудня 2017 року, згідно з яким мають бути ліквідовані апеляційні адміністративні суди та утворені нові суди в апеляційних округах.
Одеський апеляційний адміністративний суд здійснював правосуддя до початку роботи нового суду, що відбулося 3 жовтня 2018 року.
Указ Президента про переведення суддів до нового суду прийнятий 28 вересня 2018 року.

## Структура
Структура суду передбачає посади голови суду, його заступника, суддів, керівника апарату, його заступників, помічників суддів, секретарів судових засідань, інші структурні підрозділи.
Спеціалізація суддів не встановлена.

## Керівництво
Голова суду — Джабурія Олександр Валентинович
 Заступник голови суду — Вербицька Ніна Володимирівна
 Керівник апарату — Плотніцька Світлана Борисівна 